# Teec Nos Pos
Teec Nos Pos (in navajo: T’iis Názbąs) è un census-designated place (CDP) della contea di Apache, Arizona, Stati Uniti. La popolazione era di 730 abitanti al censimento del 2010. Il nome in navajo di questa comunità si traduce come "pioppi in un cerchio". È il capolinea occidentale della U.S. Route 64.

## Geografia fisica
Secondo lo United States Census Bureau, ha un'area totale di 14,30 mi² (37,04 km²).

## Storia
La comunità di Teec Nos Pos si trovava originariamente a diverse miglia a sud della sua attuale posizione, ed era conosciuta come Tisnasbas, così chiamata ufficialmente dallo U.S. Geological Survey nel 1915.
Da allora, la popolazione si è spostata a nord fino all'incrocio tra le U.S. Highways 160 e 64. Negli anni 1930, l'Indian Irrigation Service costruì due dighe di diversione concrete sul vicino T'iisnazbas Creek. Le dighe irrigavano circa 400 acri (1,6 km²) di terreni agricoli dei Navajo. Fu rinominata Teec Nos Pas nel 1960 e infine Teec Nos Pos nel 1983.
Teec Nos Pos è l'insediamento di qualsiasi dimensione più vicino al monumento dei Quattro Angoli, situato a circa 7 miglia (11 km) a nord-est.

## Società

### Evoluzione demografica
Secondo il censimento del 2010, la popolazione era di 730 abitanti.

### Etnie e minoranze straniere
Secondo il censimento del 2010, la composizione etnica del CDP era formata dallo 0,8% di bianchi, lo 0,0% di afroamericani, il 97,3% di nativi americani, lo 0,0% di asiatici, lo 0,0% di oceaniani, lo 0,0% di altre razze, e l'1,9% di due o più etnie. Ispanici o latinos di qualunque razza erano l'1,4% della popolazione.